# نشان سرخ دلیری
نشان سرخ دلیری رمانی‌ست از استیون کرین، نویسندهٔ اهل ایالات متحده آمریکا.